# Karin Dor
Karin Dor, nome artístico de Kätherose Derr (Wiesbaden, 22 de fevereiro de 1938 - Munique, 6 de novembro de 2017) foi uma atriz alemã.
Tornou-se popular na década de 1960 com os filmes de suspense adaptados da obra do novelista Edgar Wallace, produzido pela produtora alemã Rialto, e pelos filmes de faroeste de Karl May. 
Foi a bond girl vilã Helga Brandt de Com 007 Só Se Vive Duas Vezes (1967), a única bond girl alemã em toda a série, e por Topázio (1969), de Alfred Hitchcock.
Foi casada por três vezes, a primeira delas aos 16 anos com o diretor de cinema alemão Harald Reinl e a última por quase 20 anos com George Robotham, um diretor de dublês norte-americano, até sua morte em 2007.